# Association des bleus de Bretagne
L'Association des Bleus de Bretagne, fondée à Paris en 1899, rassemble des républicains laïcs et anticléricaux, d’abord à Paris, puis en Bretagne où les groupements locaux connaissent des succès très relatifs. Cette association succède 
à l'association Bretons de Paris fondée en 1891 par Ary Renan et Armand Dayot.

## Historique
La place importante tenue par la noblesse et le clergé dans l'Union régionaliste bretonne fait que certains de ses membres s'y sentent rapidement mal à l'aise et Ary Renan et Armand Dayot fondent avec quelques autres en 1894 l'organisation Bretons de Paris, qui devient en 1899 l'Association des Bleus de Bretagne,.
Ce mouvement rassemble des hommes politiques, des intellectuels et des artistes qui se réclament de la Révolution française et proclament leur solidarité avec les nouvelles orientations de la politique radicale. Rouges parfois mais toujours bleus parce qu'adversaires des blancs, et partisans des Lumières, ils  entendaient mener à bien leur combat pour l'accès de la Bretagne aux Lumières. Marqués de sensibilité dreyfusarde et d'influence protestante, maçonnique voire libertaire la ligue était fort composite. On y retrouve par exemple Charles Guernier, Alphonse Gasnier-Duparc, Robert Henri Surcouf , Yves Le Febvre, Jean Boucher, Pierre-Paul Guieysse, Jean-Bertrand Pégot-Ogier.
Le trait commun des Bleus de Bretagne, si on met à part des personnalités comme Anatole Le Braz — outre la profession d'anticléricalisme — est d'appartenir à la bourgeoisie urbaine et francophone de la province voire à la société parisienne.